# Chah Bid
Chāh Bīd (persiska: چاه بید بزرگ, Chāh Bīd-e Bozorg, چاه بید) är en ort i Iran.   Den ligger i provinsen Kerman, i den sydöstra delen av landet, 1 000 km sydost om huvudstaden Teheran. Chāh Bīd ligger 894 meter över havet och antalet invånare är 109.
Terrängen runt Chāh Bīd är kuperad norrut, men söderut är den platt.Runt Chāh Bīd är det glesbefolkat, med 8 invånare per kvadratkilometer. Närmaste större samhälle är Fāryāb, 15,6 km öster om Chāh Bīd. Trakten runt Chāh Bīd är ofruktbar med lite eller ingen växtlighet.